# باشگاه ورزشی البحرین
باشگاه ورزشی البحرین بحرین (به عربی: نادی البحرین الریاضی) که بیشتر با نام بحرین شناخته می‌شود، یک باشگاه ورزشی در شهر محرق و در کشور بحرین است. این باشگاه ۵ بار قهرمان لیگ برتر فوتبال بحرین و ۲ بار قهرمان جام پادشاهی بحرین شده‌است.